# Villa Serego Alighieri

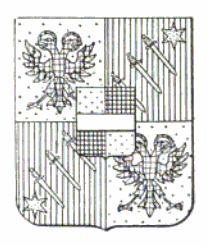
Stemma Serego Alighieri

La Villa Serego Alighieri è una villa veneta già presente nella seconda metà del XIV secolo. Essa si trova nel comune di Sant'Ambrogio di Valpolicella (nella frazione di Gargagnago), in Valpolicella, nella provincia di Verona.

## Storia e descrizione
La villa è stata oggetto di numerose modifiche e ampliamenti fino al XVIII secolo in seguito alle progressive acquisizioni da parte dei Serego degli Alighieri. Nonostante questi lavori, le linee originali dell'edificio non sono andate perse.
Gli interni della villa sono ricchi di camini, stucchi, affreschi e mosaici. In particolare di grande pregio il salone e la sala da pranzo con affreschi di pittori veronesi del XIX secolo.
Davanti all'ingresso si trova un giardino all'italiana. 
Oggigiorno la villa, oltre alla struttura padronale, nella zona dove c'erano le stalle e le abitazioni dei lavoranti, ospita una rinomata azienda agricola. 